# 오타촌 (도야마현 히미군)
오타촌(太田村)은 도야마현 이미즈군·히미군에 있던 촌이다. 현재의 다카오카시 북동부의 오타 지구. 다카오카시 북쪽 끝의 오타 지구에 해당하며,. 옛 히미군 촌 중 유일하게 히미시가 아닌 다른 촌과 합병한 촌이다. 

## 역사
- 1889년 4월 1일 - 정촌제 시행에 의해 이미즈군 오타촌이 성립하였다.
- 1896년 3월 29일 - 군 개편에 의해 이미즈군에서 분립해 히미군이 성립하여, 히미군에 속하게 되었다.
- 1953년 10월 5일 -  히미시에 편입되었다.

## 참고문헌
- 『市町村名変遷辞典』東京堂出版、1990年。